# Росс-Карбери

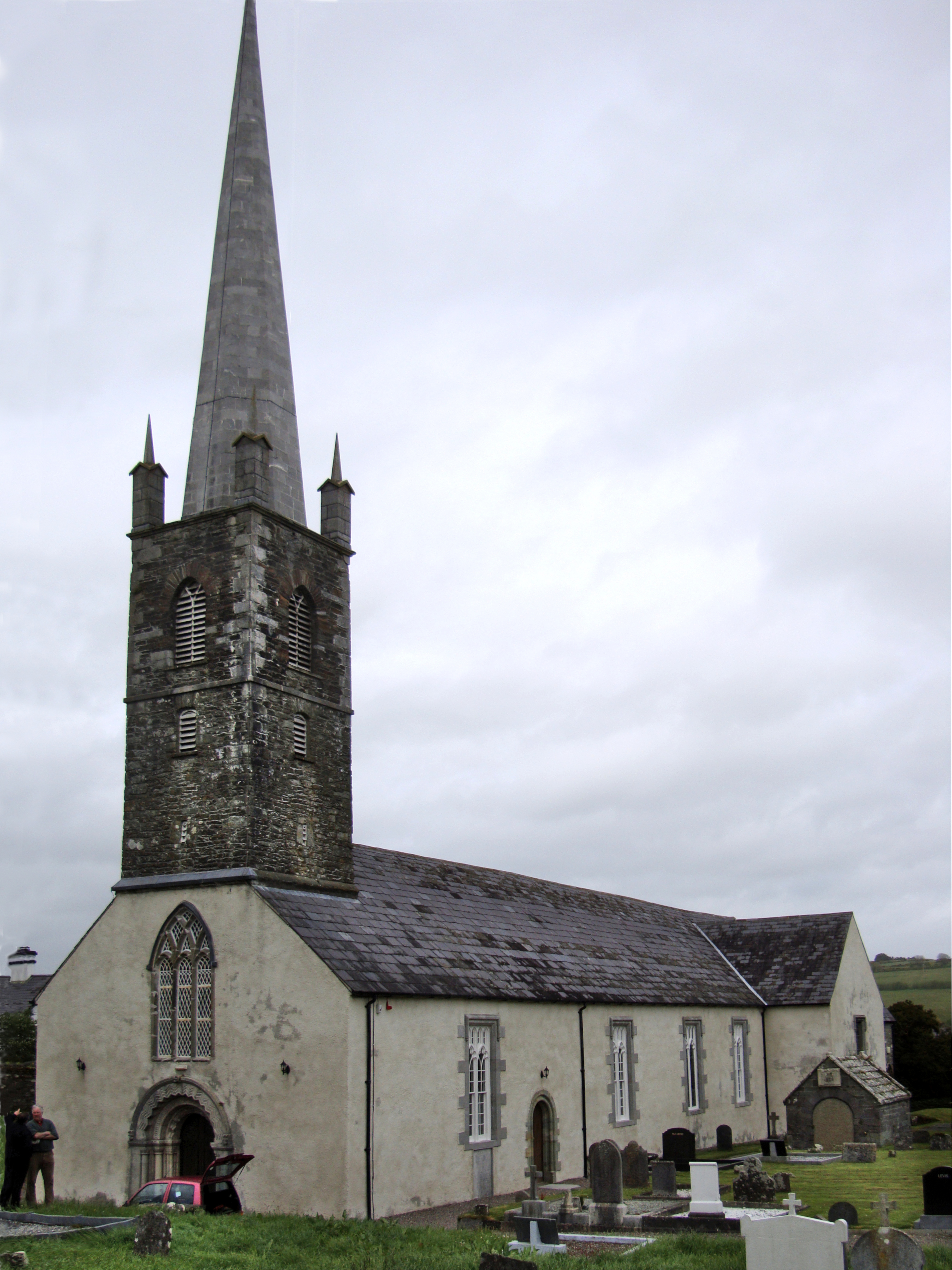
Собор Росс-Карбери

Росс-Карбери (англ. Rosscarbery; ирл. Ros Ó gCairbre) — деревня в Ирландии, находится в графстве Корк (провинция Манстер).
В ранние средние века здесь был крупный университетский город. Земли были подконтрольны клану О'Лерис (O’Learys), пока не перешли под норманнский контроль в XIII веке. В паре километров на восток от деревни расположен каменный круг Бохона.

## Демография
Население — 507 человек (по переписи 2006 года). В 2002 году население составляло 437 человек.
Данные переписи 2006 года:
| Общие демографические показатели |               |                               |                               |      |      |
| Всё население                    | Всё население | Изменения населения 2002—2006 | Изменения населения 2002—2006 | 2006 | 2006 |
| 2002                             | 2006          | чел.                          | %                             | муж. | жен. |
| 437                              | 507           | 70                            | 16                            | 239  | 268  |